# IRIS²
IRIS² (Infraestructura per a la Resiliència, Interconnectivitat i Seguretat per Satèl·lit) és una constel·lació d'Internet per satèl·lit multiòrbita prevista per la Unió Europea la qual desplegarà l'any 2027.
Té la intenció de proporcionar comunicacions segures, seguiment d'ubicacions i serveis de vigilància de seguretat a les agències governamentals directament comparables al projecte nord-americà SpaceX Starshield (però no amb el comercial Starlink). El cost total del programa s'estima en 6.000 milions d'euros, als quals la mateixa Unió Europea contribuirà amb 2.400 milions d'euros des del 2022 fins al 2027.
IRIS² forma part d'una estratègia espacial global de la UE que inclourà la pròxima estratègia espacial de la UE per a la seguretat i la defensa.

## Història
El projecte va ser anunciat per primera vegada pel Consell de la UE el novembre de 2022. S'espera que un únic consorci industrial multinacional, que inclou Airbus Defence and Space, Thales Alenia Space i Arianespace, entre d'altres, ho dugui a terme. S'espera que la constel·lació sigui llançada per coets europeus com el pròxim Ariane 6. Es preveu que el primer llançament d'aquest últim, inicialment previst per a finals de l'any 2022, tingui lloc l'estiu de 2024 després de diversos retards. En cas de més problemes, es poden considerar contractistes estrangers com per exemple SpaceX. El primer llançament d'Ariane 6 va tenir lloc finalment el 9 de juliol de 2024.
El gener de 2024, es va informar que els gegants espacials europeus estaven donant els darrers tocs a una proposta comuna per a la constel·lació sobirana de banda ampla enmig de l'aproximada data límit de mitjans de febrer per presentar la seva millor i definitiva oferta a la Comissió Europea. El contracte estava previst inicialment per adjudicar-se a finals de març, però sembla que la Comissió Europea l'ha suspès. En una reunió d'una comissió parlamentària de la UE el 9 d'abril de 2024, el comissari de la UE per al mercat interior, Thierry Breton, va declarar que la comissió encara estava treballant per finalitzar el contracte sense proporcionar una estimació sobre quan s'acabaria.
L'octubre de 2024, la Comissió Europea (CE) va anunciar que el contracte de concessió per desenvolupar, desplegar i operar IRIS² s'havia adjudicat a SpaceRISE, un consorci de tres operadors europeus de satèl·lits —SES, Eutelsat i Hispasat— que disposaria d'un equip bàsic de 8 empreses europees d'espai i telecomunicacions com a subcontractistes; les quals serien Thales Alenia Space, OHB, Airbus Defence and Space, Telespazio, Deutsche Telekom, Orange, Hisdesat i Thales SIX. La Comissió Europea va declarar que IRIS² seria finançat per la UE, l'⁣Agència Espacial Europea i finançament privat, i que la constel·lació de satèl·lits estarà formada per 290 satèl·lits en òrbites múltiples, i s'espera que els primers satèl·lits entrin en servei el 2030.